# Mayken Verhulst
Mayken Verhulst (1518, Mechelen – 1596 nebo 1599, Brusel), známá také jako Marie Bessemers, byla malířka ze 16. století. Malovala převážně miniatury. Pracovala temperou či akvarelem. Byla umělkyní, kterou Lodovico Guicciardini v roce 1567 označil za jednu ze čtyř nejvýznamnějších malířek Nizozemska. Pracovala v malířské dílně svého manžela Pietera Coeckeho van Aelsta a posmrtně publikovala jeho díla. Je považována za výjimečně talentovanou malířku. O jejím životě a její práci se nedochovalo mnoho informací.

## Životopis
Mayken Verhulst se narodila v Mechelenu v roce 1518. Byla druhou manželkou malíře Pietera Coecke van Aelsta a švagrovou Pietera Brueghela staršího a podle Karla van Mandera byla první učitelkou svých vnuků Pietera Brueghela mladšího a Jana Brueghela staršího. Její sestra Lysbeth byla provdána za rytce a malíře Huberta Goltzia a její sestra Barbara byla provdána za malíře Jacoba de Pundera.
Podle Alexis Diane Slater zemřela v Bruselu v roce 1596, ve věku 80 let. Jiní autoři uvádějí že zemřela v Malines v 1599. I když je o jejím životě a díle málo známo, Lodovico Guicciardini ve svém Description of the Low Countries ji řadí k takovým umělcům jako byli Susanna Horenbout, Levina Teerlinc a Caterina van Hemessen, což ukazuje, za jak pozoruhodně talentovanou malířku ji považoval.

## Dílo
Po smrti manžela Pietera Coeckeho van Aelst v roce 1550 pravděpodobně dohlížela na publikaci velké série dřevorytů Ces Moeurs et Fachons de Faire des Turcz (Zvyky a móda Turků) z roku 1553. Tento tisk původně navrhl van Aelst jako design tapiserie. Mayken strategicky publikovala tento návrh až po jeho smrti, aby se nezapomnělo na jeho umění. Čekala se zveřejněním díla 20 let, což komentoval Di Furia jako úmyslné rozhodnutí, jehož cílem bylo ocenit Karla V., velkého obdivovatele turecké kultury, když v roce 1555 abdikoval ze zdravotních důvodů ve prospěch bratra Ferdinanda. Mayken Verhulst úspěšně vedla dílnu po svém manželovi se strategií, nezávislostí a kreativitou.
Žádná její díla se nedochovala. Často jsou jí ale připisována díla signovaná monogramem Brunswick Monogrammist.
Mayken Verhulst může být také autorka autoportrétu, na kterém je se svým manželem. Malba je v Kunsthaus Zürich (panel, 50,5 x 59 cm).

## Odkaz

### Vliv
Mayken Verhulst byla první učitelkou svých vnuků, Pietera Brueghela mladšho a Jana Brueghela staršího, oba se stali plodnými malíři severního renesance. Je ironií, že její blízký vztah k tak prominentním umělcům utlumil její vliv na dějiny umění. Nejčastěji je zmiňována pouze jako učitelka obou malířů, její vlastní práce je opomíjena.
Publikace práce jejího manžela Ces Moeurs et fachons de faire de Turcz je uložena v Metropolitním muzeu umění, což dokazuje její významný dopad na severní renesanční umění.
Její dům a bývalá malířská dílna 't Vliegend Peert je historická památka v Mechelenu. V budově sídlí muzeum s názvem Het Zotte Kunstkabinet.
V curyšském Kunstausu je její jediný pravděpodobný dochovaný portrét.